# Alfredo Giovine
Alfredo Giovine (Bari, 2 aprile 1907 – Bari, 25 agosto 1995) è stato uno scrittore, linguista e giornalista italiano.
È l'autore del volume “Il Dialetto di Bari” (grammatica, scrittura, lettura), pubblicato nel dicembre 2005 dal figlio Felice, a ricordo del decennale della sua morte, ritenuto uno dei testi più rilevanti per lo studio del dialetto barese.

## Biografia
Studiò canto dal 1920 al 1925 con il maestro Cesare Franco che lo ebbe sempre caro per il suo carattere allegro, cordiale e leale.
In più di mezzo secolo furono oggetto della sua attenzione culturale: folklore, storia, bibliografia, musica, vita teatrale, usi, costumi, dialetto, cucina, onomastica e quant'altro riguardasse la sua città.
Nel 1960 fondò l'Archivio delle Tradizioni Popolari Baresi con la sezione Civiltà Musicale Pugliese, allo scopo di divulgare gli aspetti sconosciuti di Bari e della Puglia.
In particolare, si dedicò alla storia dei teatri musicali di Bari, italiani e stranieri, con diverse pubblicazioni contenenti preziose notizie e rilevanti rettifiche, come per il Teatro Bol'šoj di Mosca, del quale ricostruì la vera storia, colmando le lacune esistenti in enciclopedie nazionali ed estere.
I suoi libri ed opuscoli - circa novanta - sono conservati nelle maggiori biblioteche statali, provinciali, universitarie e dei Conservatori di musica, in Italia e all'estero.
Collaborò, con un migliaio di articoli e studi, tra gli altri, con Il Tempo di Roma; La Gazzetta di Parma; Tuttitalia di Firenze; Opera di Londra; Corriere della Sera; Il Giornale di Milano; Radiocorriere TV; La Musica - Utet, Torino; Die Musik in Geschichte und Gegenwart - Barenreiter, Kassel, Germania; Enciclopedia della Musica - Ricordi, Milano; Historia de la Musica en la Argentina - L. de H. - Buenos Aires; Dizionario Enciclopedico della Musica - Utet, Torino; La Musica a Bari; Metropoli; Tempi Nostri; La Voce della Regione; Il Traguardo; Il Ruggito; Eccobari; Corriere della Puglia, tutti di Bari, e con Puglia Emigrazione di Fasano.
Da pubblicista, ha curato la rubrica domenicale ne La Gazzetta del Mezzogiorno, dal 1979 al 1995.
Negli anni ottanta fu entusiasta sostenitore dell'attività editoriale dei fratelli Laterza (Giuseppe e Stefano), con una serie di pregevoli libri sulla città di Bari, ormai contesi tra gli appassionati come pezzi d'antiquariato.
Il 3 marzo 1990 gli venne assegnato il Premio Letterario Internazionale di Cultura Popolare - Puglia 1989 dal Centro Studi Tradizioni Popolari di Puglia, Basilicata e Calabria.
Nel 1993 La Stampa di Torino pubblicò, come inserto a fascicoli, la sua raccolta Proverbi Pugliesi, precedentemente edita da Giunti di Firenze.
Oltre che storico, musicologo, demologo, dialettologo, fu anche affermato poeta popolare; una sua raccolta di poesie, Pulpe Rizze, del 1963, fu ristampata nel 1981 dai Fratelli Laterza. Ebbe lunga frequentazione e rapporti d'amicizia con il poeta e pittore Michele Marzulli.
Alfredo Giovine si è occupato anche di teatro dialettale barese, dando alle popolari stòrie di una volta il linguaggio teatrale in modo da evidenziare curiosità, fantasia e arguzie del popolino barese. I tre lavori compiuti: la notissima La Stòrie de Mìinze Cùle, ‘BBon ggiòrne o cchiù ffèsse e La stòrie de na chenèsse furono rappresentati in riduzione teatrale a cura di Vito Signorile, in "prima nazionale", il 6 giugno 1996 al Teatro Abeliano, in conclusione della rinata Piedigrotta Barese.
Bari in carrozza è il titolo del suo ultimo lavoro, edito da Schena di Fasano, uscito postumo a natale del '95.
Alfredo Giovine è morto a Bari il 25 agosto 1995.
Nel 2000, Bari ha voluto dedicargli una strada nel Lungomare sud della città.